# Andrés Villena
Andrés Villena (San Roque, 27 de febrero de 1993) es un jugador de voleibol español que juega en el Club Voleibol Teruel. Es internacional con la selección de voleibol de España.

## Palmarés

### Almería
- Superliga de voleibol (3): 2013, 2016,
- Supercopa de España de Voleibol Masculino (1): 2015
- Copa del Rey de Voleibol (1): 2016

### Club Voleibol Teruel
- Superliga masculina de voleibol de España (1): 2018
- Copa del Rey de Voleibol (1): 2018
- Supercopa de España de Voleibol Masculino (1): 2018

### Ca'n Ventura Palma
- Superliga de voleibol (1): 2017[1]
- Copa del Rey de Voleibol (1): 2017

## Clubes
- UD Sanroqueña (2006-2008)
- Málaga Voley (2008-2010)
- Club Voleibol Almería (2010-2013)
- Callipo Sport (2013-2014)
- Pallavolo Matera (2014-2015)
- Club Voleibol Almería (2015-2016)
- Ca'n Ventura Palma (2016-2017)
- Spacer's Toulouse Voley (2017)
- Club Voleibol Teruel (2018-2019)
- Incheon Korean Air Jumbos (2019-2022)[2]
- KB Stars (2022-)